# Service public fédéral Santé publique, Sécurité de la chaîne alimentaire et Environnement
 (août 2017).
Si vous disposez d'ouvrages ou d'articles de référence ou si vous connaissez des sites web de qualité traitant du thème abordé ici, merci de compléter l'article en donnant les références utiles à sa vérifiabilité et en les liant à la section « Notes et références ».
Le Service public fédéral Santé publique, Sécurité de la Chaîne alimentaire et Environnement est l'un des neuf services publics fédéraux de Belgique.  
Il a été créé en 2001 lors de la réforme Copernic. Il s'agit d'un des deux départements qui a repris les tâches du ministère des Affaires sociales, de la Santé publique et de l'Environnement. L'autre étant le SPF Sécurité sociale.   

## Domaines de compétences
Le SPF Santé publique comprend 4 domaines de compétences : 
- la santé
- l'alimentation
- les animaux et les végétaux
- l'environnement

## Vision
Avec l’ambition de protéger et d’améliorer la santé des citoyens, le SPF Santé publique est le promoteur belge du principe « One World, One Health ». La santé et toutes ses composantes se trouvent au centre de ses préoccupations et de ses missions, autant la santé humaine, la santé de la planète, la santé animale et végétale que l’alimentation. 

## Composition
Le SPF Santé publique est divisé en cinq directions générales (DG) et deux services : 
- DG Soins de Santé
- DG Animaux, Végétaux et Alimentation

- DG Environnement
- DG Expertise Médicale (Medex)
- DG Préparation et Réaction en cas d’urgence sanitaire
- Direction Ondersteuning Soutien (DOS)
- Service du Président

Les institutions scientifiques suivantes sont liées au SPF Santé publique pour des études de soutien de la politique ou pour l'émission d'avis : 
- Sciensano, le centre fédéral de recherche
- Le Conseil Supérieur de la Santé

L’AFSCA, Agence fédérale pour la Sécurité de la Chaîne alimentaire, est chargée de tous les contrôles touchant la sécurité des aliments. 
L’AFMPS joue également un rôle essentiel dans la protection de la santé publique en ce qui concerne les médicaments et les produits de santé. 
Le KCE, Centre Fédéral d'Expertise des Soins de Santé, est un centre de recherches indépendant qui rend des avis scientifiques sur des sujets relatifs aux soins de santé. 
Depuis 2021, le SPF Santé publique partage le même bâtiment que  l'INAMI et l'AFMPS (Agence des Médicaments), ce qui permet à ces 3 institutions fédérales de santé de travailler en synergie. Dans le cadre de cette coopération, les trois organisations ont créé le Service Center santé. Les opérateurs de ce service commun sont le premier point de contact pour les citoyens qui ont des questions concernant les compétences fédérales de la santé. 

## Activités internationales
Le SPF Santé publique est actif tant à l'intérieur qu'à l'extérieur de l'Europe et coopère avec plusieurs institutions internationales ou en fait partie.   

## Localisation
Le SPF Santé publique est situé dans le bâtiment Galilée, au centre de Bruxelles.
Le SPF dispose en outre de plusieurs centres médicaux. 